# NGC 2152
NGC 2152 ist eine Balken-Spiralgalaxie vom Hubble-Typ SBa im Sternbild Pictor am Südsternhimmel. Sie ist schätzungsweise 362 Millionen Lichtjahre von der Milchstraße entfernt und hat einen Durchmesser von etwa 120.000 Lj.
Das Objekt wurde am 28. Dezember 1834 von John Herschel entdeckt.